# Institut Tecnològic de Karlsruhe
L'Institut Tecnològic de Karlsruhe, també conegut com a KIT per les seves sigles en alemany (Karlsruher Institut für Technologie), és una de les majors i més prestigioses institucions acadèmiques i de recerca d'Alemanya, reconeguda mundialment per l'alt nivell dels treballs de recerca que s'hi desenvolupen.
EL KIT es va crear el 2009 quan la Universitat de Karlsruhe (Universität Karlsruhe), fundada el 1825 com a centre públic de recerca i coneguda com a Fridericiana, es va fusionar amb el Centre de Recerca de Karlsruhe (Forschungszentrum Karlsruhe), que originalment va néixer com a centre estatal de recerques nuclears (Kernforschungszentrum Karlsruhe o KfK) l'any 1956.
El KIT és una de les universitats europees líders en enginyeria i ciències naturals, com testifica l'elevat índex global de cites que sol tenir la institució. El KIT és membre de TU9 Instituts Alemanys de Tecnologia, una societat que engloba les nou principals universitats tècniques d'Alemanya. Com a part de la Iniciativa per l'Excel·lència de les Universitats Alemanyes (Exzellenzinitiative), el KIT va ser acreditat el 2006 com a institució d'excel·lència. En el 2011, aquest centre va ocupar la primera posició de la classificació de publicacions científiques d'universitats alemanyes, i es va posicionar entre les deu millors universitats europees en els camps de l'enginyeria i les ciències naturals.
En la classificació QS d'universitats del món, l'Institut Tecnològic de Karlsruhe va ocupar la plaça 116 en la classificació global per a totes les disciplines, i els llocs 33 i 34 en els camps d'enginyeria i ciències naturals, respectivament. En la classificació mundial d'universitats elaborada per la Universitat de Taiwan el 2013, el KIT (que ocupava el lloc 61) va ser la primera universitat alemanya en els camps de l'enginyeria i les ciències naturals, classificat per sobre de la Universitat Tècnica d'Aquisgrà (lloc 89), de la Universitat Tècnica de Múnic (lloc 94) i de la Universitat Tècnica de Dresden (lloc 108), en el camp de l'enginyeria. En el camp de les ciències naturals, el KIT va ser classificat per sobre de la Universitat de Múnic (lloc 62), de la Universitat de Heidelberg (lloc 72) i de la Universitat Tècnica de Múnic (lloc 81).

## Història

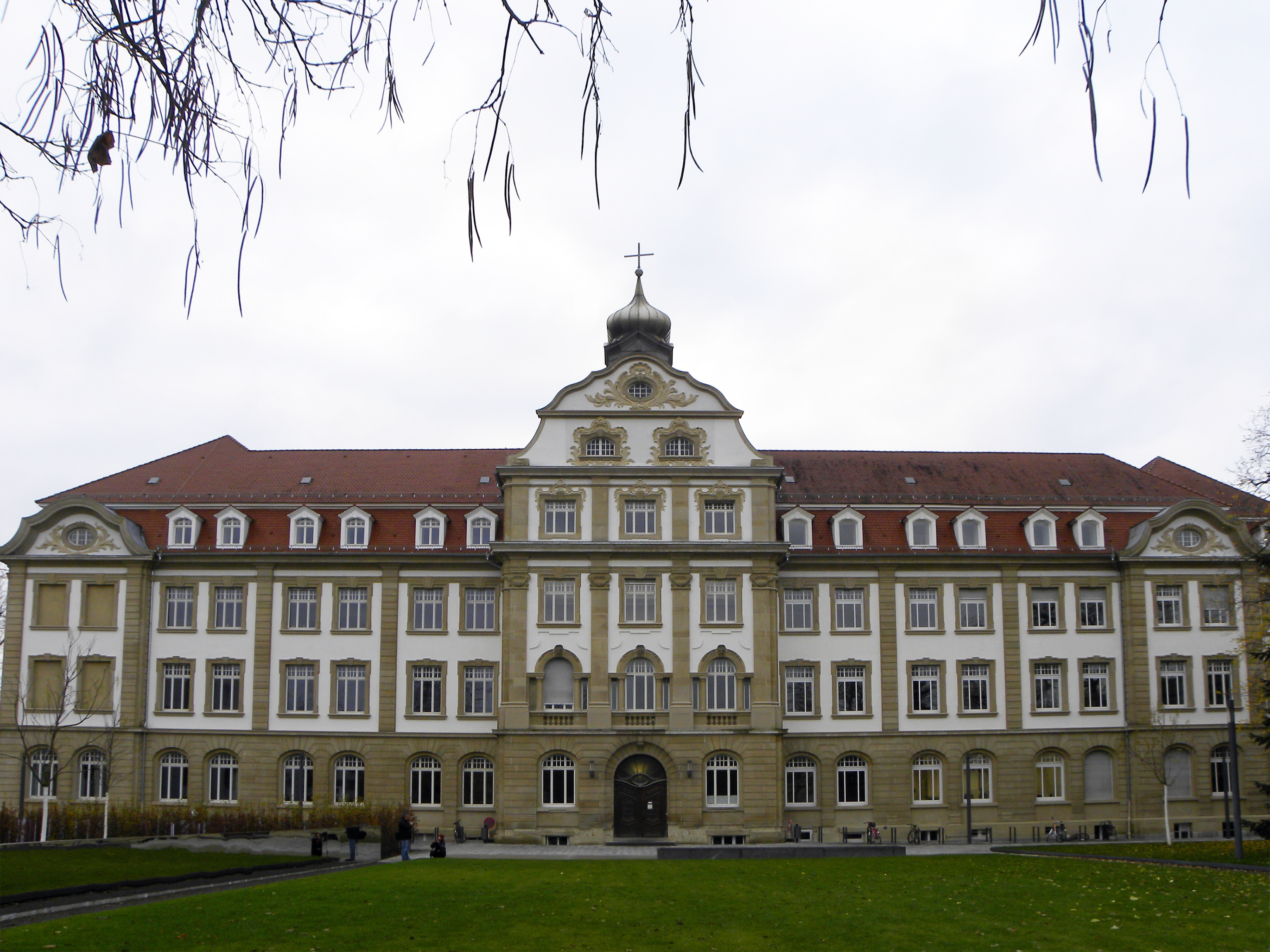
L'internat Victoria I

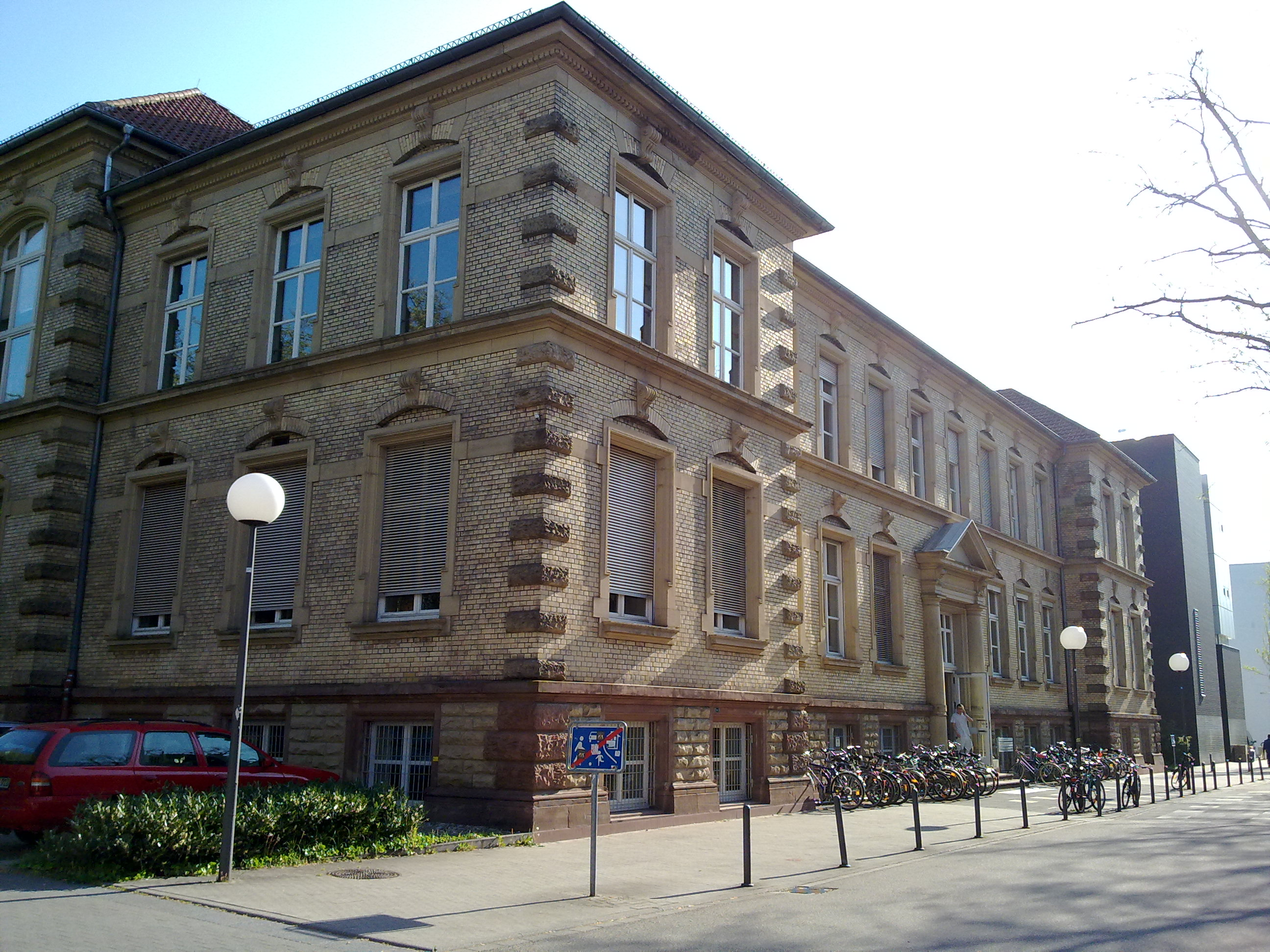
Institut d'Enginyeria Elèctrica al KIT

La Universitat de Karlsruhe va ser fundada amb el nom de Polytechnische Schule, una escola politècnica, el 7 d'octubre de 1825. La seva organització va seguir com a model l'École polytechnique de París. El 1865 el Gran Duc Frederic I de Baden conferí a l'escola el rang de Hochschule, és a dir, una institució d'educació superior. El 1885, la institució va passar a ser una Technische Hochschule, és a dir, un institut tecnològic. En un gest d'agraïment al Gran Duc, l'institut va rebre el sobrenom de Fridericiana a partir de 1902. Ja el 1967, l'institut va passar a ser una Universität, la qual cosa li atorgava el dret a impartir el grau de doctor. Fins avui només se li ha permès a aquesta institució concedir doctorats en enginyeria (Dr. Ing), un dret atorgat a tots els instituts tecnològic d'Alemanya el 1899.
La Universitat de Karlsruhe ha estat un dels centres capdavanters en informàtica a Alemanya. El 1966 es va crear un laboratori central de computació i tres anys més tard va néixer el departament d'informàtica, donant lloc als primers ensenyaments reglats d'informàtica en aquesta universitat. El 2 d'agost de 1984, aquesta universitat va rebre el primer correu electrònic que es va enviar a Alemanya.
El 1985 la universitat va crear l'Institut per a la Recerca de la Meteorologia i el Clima (Institut für Meteorologie und Klimaforschung).
La Universitat de Karlsruhe sempre va treballar en estreta col·laboració amb el Centre de Recerca de Karlsruhe (Forschungzentrum Karlsruhe) i aquesta relació va desembocar en la fusió de tots dos centres per donar lloc a la institució actual, l'Institut Tecnològic de Karlsruhe, KIT. Aquesta iniciativa va ser formalitzada el 6 d'abril de 2006 amb la representació dels professors Horst Hippler i Dieter Ertmann per part de la universitat, i el professor Manfred Popp i l'assistent legal Sigurd Lettow, per part del centre de recerca. El nom de la nova institució, KIT, va ser triat emulant al MIT, l'Institut Tecnològic de Massachusetts, la universitat tècnica més prestigiosa dels Estats Units i una de les més importants del món. Al febrer de 2008, la fusió de la Universitat de Karlruhe i el Centre de Recerca de Karlsruhe va ser aprovada per l'estat de Baden-Württemberg i pel govern federal d'Alemanya. Finalment, el 8 de juliol de 2009 la fusió de tots dos centres va ser oficialitzada mitjançant l'aprovació de la llei corresponent i l'1 d'octubre de 2009 el KIT va quedar constituït formalment.

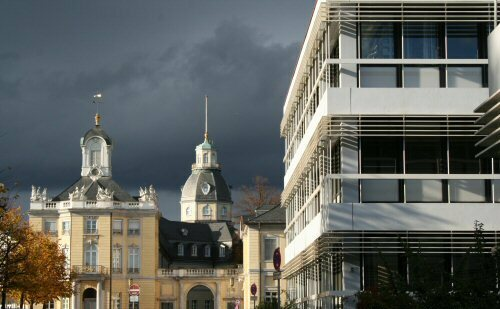
Palai de Karlsruhe, edifici pertanyent al campus del KIT (al fons de la imatge)

El KIT va néixer amb la intenció d'enfortir la posició de la institució dins de la Iniciativa per l'Excel·lència de les Universitats Alemanyes (Exzellenzinitiative), un programa que oferia ajudes de fins a 50 milions d'euros anuals a les millors universitats d'Alemanya. Encara que el KIT va ser seleccionat en aquest programa en el curs 2006/2007, no va ser capaç d'afermar la seva plaça dins del mateix l'any 2012. No obstant això, el KIT va ser capaç d'atreure inversions d'altres fonts. El 2008, Hans-Werner Hector, cofundador de l'empresa SAP AG, va recaptar 200 milions d'euros per finançar la recerca en el KIT. (Hector és l'únic fundador de SAP que no es va graduar a la Universitat de Karlsruhe, encara que el 2003 se li va concedir un doctorat honorífic pel seu suport als nens superdotats).

## Admissió i educació
Des del primer semestre del curs 2008/2009, el KIT va completar la transició des de l'antic sistema universitari (en el qual els títols atorgats es denominaven Diplom) al nou sistema de convergència europea basat en els títols de grau i de màster. Els estudiants que van començar els seus estudis en el sistema antic han pogut finalitzar-los seguint el seu programa original, però els nous estudiants han de matricular-se obligatòriament en els plans del nou sistema, de forma anàloga al que succeeix en la resta de països de la Unió Europea que s'han acollit a aquests criteris de convergència.
Les polítiques d'admissió difereixen entre departaments. En el cas dels estudis d'enginyeria industrial o administració i direcció d'empreses, l'admissió sol respondre a criteris relacionats amb la qualitat dels expedients escolars i amb les activitats extracurriculars realitzades. No obstant això, altres facultats com la de física, informàtica o meteorologia no realitzen preselecció d'estudiants. Tots els cursos requereixen un nombre mínim d'exàmens aprovats, coneguts com a Orientierungsprüfung (avaluacions orientatives), durant els primers tres semestres abans que es permeti als alumnes completar-los. La taxa d'abandó en alguns cursos d'enginyeria és relativament alta, a causa dels exigents criteris per aprovar les avaluacions orientatives.
Durant els primers semestres d'un curs, els continguts solen ser de tipus teòric, amb especial èmfasi en la formació matemàtica en el cas de les enginyeries i les ciències naturals. Més endavant és possible combinar cursos de tipus teòric i pràctic.

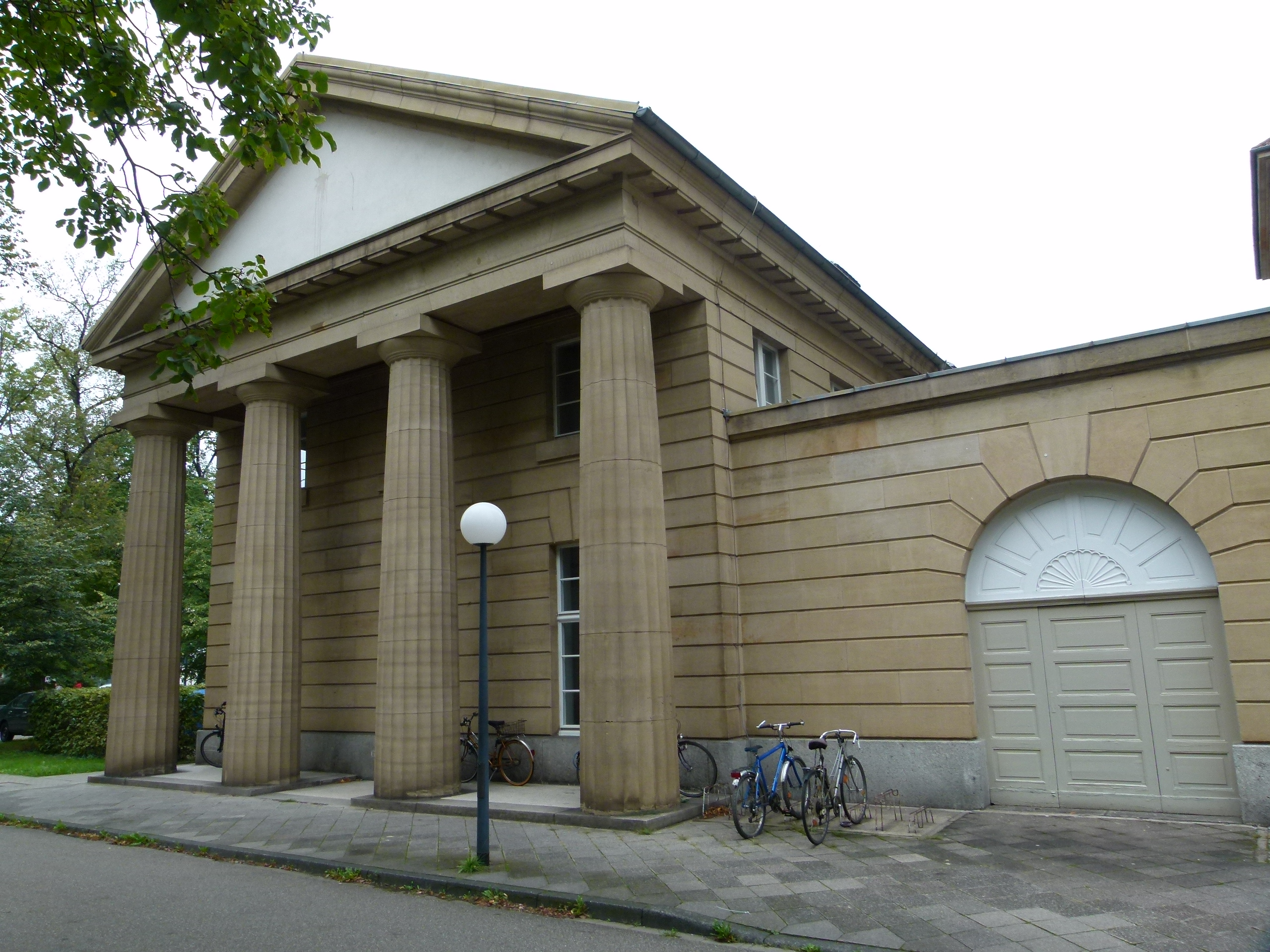
Plaça d'Otto Ammann, al KIT

## Educació interdisciplinària i recerca
La universitat ofereix un ampli ventall d'estudis amb la possibilitat de combinar diferents disciplines. El 1949 es va establir el studium generale (estudis generals), que permetia als estudiants assistir a classes magistrals no directament relacionades amb el seu estudis.
El Centre per a la Cultura Aplicada i els Estudis Generals (Zentrum für Angewandte Kulturwissenschaft und Studium Generale) es va fundar el 1989 com a suport per als estudiants, actuant com una institució transversal per als estudis interdisciplinaris. Avui dia aquest centre, a part dels clàssics estudis generals, ofereix títols especialitzats en diferents camps com:
- Lideratge i emprenedoria
- Comunicació cultural en els mitjans
- Internacionalització, presa de decisions interculturals i responsabilitat
- Gestió de la diversitat
- Integració europea i estudis d'identitat

També és possible cursar estudis simultanis de ciència cultural aplicada.
El 1979 es va crear l'Institut Interfacultats per a l'Aplicació de la Informàtica (Interfakultatives Institut für Anwendungen der Informatik). En aquest institut es desenvolupen recerques en els camps de la física, matemàtiques i enginyeria, a través de la metodologia de la ciència computacional. El seu equivalent purament matemàtic és l'Institut per al Càlcul Científic i el Modelatge Matemàtic (Institut für Wissenschaftliches Rechnen und Mathematische Modellbildung). L'objectiu d'aquest centre és l'intercanvi de coneixement entre matemàtiques i enginyeria en el camp dels càlculs científics.
L'Institut Interfacultats per l'Emprenedoria, Gestió de les Tecnologies i Innovació (Interfakultatives Institut für Entrepreneurship) va ser creat gràcies als fons proporcionats per l'empresa SAP AG. El professorat d'aquest centre està compost exclusivament per emprenedors.
El 2001 es va inaugurar el Centre de Nanoestructures Funcionals (Center for Functional Nanostructures). En aquest centre conflueixen diversos camps com la ciència de materials, la biologia, la química i la física, totes elles al servei de la nanotecnologia. Aquest centre és una de les tres institucions d'excel·lència (Exzellenzzentren) del KIT. Un altre dels centres interdisciplinaris que es poden trobar en el KIT és el Centre per a la Tecnologia aplicada a la Gestió de Desastres i la Reducció de Riscos (Centre for Disaster Management and Risk Reduction Technology).
El 2006 es va crear l'Escola d'Òptica i Fotònica de Karlsruhe (Karlsruhe School of Optics and Photonics), gràcies al finançament de la Fundació Alemanya de Recerca Científica (Deutsche Forschungsgemeinschaft), en el marc de la Iniciativa per l'Excel·lència de les Universitats Alemanyes. Aquest centre va ser la primera escola de postgrau de la Universitat de Karlsruhe i es dedica a la recerca de materials i dispositius fotònics, espectroscopía avançada, fotònica biomèdica, sistemes òptics i energia solar. Aquesta escola forma part del consorci europeu EUROPHOTONICS, que ofereix beques per fer estudis de màster i de doctorat, sota el marc del prestigiós programa europeu de cooperació i mobilitat Erasmus Mundus.

## Reputació
Com s'ha esmentat anteriorment, el KIT és una de les universitats europees més prestigioses en els camps de l'enginyeria i les ciències naturals. D'acord amb la classificació d'impacte científic de la recerca a les principals universitats europees, un document oficial publicat per la Comissió Europea, en termes d'impacte del coneixement el KIT ocupa la segona posició a nivell nacional i la sisena a nivell europeu.
Exceptuant el departament de biologia, aquesta universitat rep més finançament per part de la Fundació Alemanya de Recerca Científica (Deutsche Forschungsgemeinschaft) que cap altra universitat especialitzada en ciències naturals de tota Alemanya. Quant a les enginyeries (informàtica, elèctrica i mecànica), la universitat es troba entre les tres primeres d'Alemanya, juntament amb la Universitat de Stuttgart i la Universitat d'Aquisgrà. També es troba en altes posicions en altres disciplines com enginyeria industrial o administració i direcció d'empreses.
Més del 20% dels estudiants del KIT són estrangers i el 0,6% rep beques per part de la Fundació Acadèmica del Poble Alemany (Studienstiftung donis deutschen Volkes). L'any 1998 el portal ScienceWatch (pertanyent a Thomson Reuters) va comentar sobre la facultat de química de la universitat de Karlsruhe que formava part de "el bo i millor" a nivell internacional.
El 2006 la Universitat de Karlsruhe va ser seleccionada per ser una de les tres primeres universitats amb el millor concepte de futur dins de la Iniciativa per l'Excel·lència de les Universitats Alemanyes. Des de llavors a aquestes universitats se les sol denominar "universitats d'elit", tant al carrer com en els mitjans.
Durant molts anys, el departament d'informàtica ha estat el més capdavanter d'Alemanya, la qual cosa ha comportat que la Universitat de Karlsruhe guanyés un gran prestigi i reputació internacional en aquest camp.
En el curs 2014/2015, la classificació mundial d'universitats realitzada per Times High Education va situar al KIT en la posició 165.

## Campus Nord
El Campus Nord (Campus Nord) del KIT es troba a uns 12 km del centre de la ciutat, en el municipi de Eggenstein-Leopoldshafen. Aquest campus ocupa l'espai on s'emplaçava l'antic Centre de Recerca de Karlsruhe (Forschungszentrum), fundat el 1956 com a Centre de Recerques Nuclears de Karlsruhe (Kernforschungszentrum Karlsruhe (KfK)). Els primers focus d'activitat en aquest campus es van concentrar al voltant del Reactor de Recerca 2 (Forschungsreaktor 2 (FR2)), que va ser el primer reactor nuclear construït a Alemanya. Amb el declivi de l'energia nuclear a Alemanya, el KfK va intentar reorientar les seves activitats cap a la recerca bàsica i les ciències aplicades. Aquest canvi es va veure reflectit en el canvi de nom del centre a "Centre de Recerca de Karlsruhe" (Forschungszentrum), eliminant-se tota referència a nuclear i afegint-se, a més, una postil·la a la seva denominació el 1995 que resa "Tecnologia i Medi ambient" (Technik und Umwelt). Aquest afegit al nom del centre va ser eliminat el 2002, i substituït per "de l'Associació Helmholtz" (in der Helmholtz-Gemeinschaft). L'Associació Helmholtz de Centres de Recerca Alemanys és la principal organització científica d'aquest país.
Al Campus Nord es troba també el principal centre de recerca d'enginyeria nuclear d'Alemanya i l'Institut d'Elements de Transurani (Institute for Transuranium Elements), dependent de la Comissió Europea. També es troba en aquest campus un centre de recerca en nanotecnologia i la seu de l'experiment KATRIN sobre neutrins.
Quant a les construccions presents al Campus Nord, destaca la torre de 200 metres d'altura situada a l'entrada del recinte que serveix de suport per a diferents instruments de mesura meteorològics.
El KIT disposa d'una línia gratuïta d'autobusos llançadora que comunica el Campus Sud amb el Campus Nord durant els dies laborables.

## Campus Est
El KIT té un petit campus prop del centre de la ciutat anomenat Campus Est (Campus Ost). En aquest recinte es troben diversos centres de recerca, com l'Institut de Tecnologia de Sistemes per a Vehicles (Institut für Fahrzeugsystemtechnik) o l'Institut de Motors Alternatius (Institut für Kolbenmaschinen).

## Instal·lacions informàtiques
El Centre Steinbuch de Computació (Steinbuch Centre for Computing), nomenat així en honor de Karl Steinbuch, es va crear el 2008 després de la fusió de les instal·lacions informàtiques de la Universitat de Karlsruhe i del Centre de Recerca de Karlsruhe. Aquest centre és el responsable de la connectivitat IP de la universitat i de proveir serveis centrals (correu electrònic, pàgines web, gestió dels campus) per a estudiants i empleats. A més, compta amb deu sales d'ordinadors completament equipades per als estudiants, una oficina d'impressió professional i xarxa d'internet sense fil per a tota l'àrea dels campus. Alguns departaments, com el de ciència de la computació, física o matemàtiques, posseeixen les seves pròpies sales d'ordinadors.
Aquest centre posseeix alguns dels ordinadors més ràpids de tota Alemanya:
- HP XC3000 (334 nodes amb 8 nuclis cadascun, 27,04 TFLOPS)
- HP XC4000 (750 nodes amb 4 nuclis cadascun, 15,77 TFLOPS)
- un clúster d'ordinadors adquirit per una corporació de diversos instituts de diferents disciplines (200 nodes amb 8 nuclis cadascun 17,57 TFLOPS)
- dos superordinadors NEC SX-8R i NEC SX-9

El 2 d'agost de 1984, Michael Rotert, un becari de recerca de la Universitat de Karlsruhe, va rebre el primer correu electrònic de la història enviat a Alemanya. Ho va rebre en la seva adreça rotert%germany@csnet-relay.csnet.
El Centre de Computació en Xarxa de Karlsruhe Grid Computing Centre Karlsruhe (GridKa) controla els superordinadors amb la distribució Linux Rock Cluster.

## Biblioteques
La biblioteca KIT és la principal de la institució. Està dividida en dues seccions, situades respectivament al campus nord i al campus sud. Els fons compten amb més de dos milions de volums i 28.000 revistes impreses o en format electrònic, fonamentalment relacionades amb els camps de l'enginyeria i les ciències naturals.
Biblioteca KIT sudL'any 2006 es va implantar l'horari de 24 hores a la biblioteca del campus sud. La biblioteca compta amb nombrosos llocs d'estudi i una zona de descans. La col·lecció de literatura contemporània és de lliure accés i pot ser consultada en quatre sales de lectura disponibles a aquest efecte. Cadascuna d'elles ofereix estacions d'estudi i treballs, modernes i ben equipades, així com impressores, escàners i màquines de còpia.
Biblioteca KIT nordLa biblioteca d'investigadors del campus nord proporciona un ampli fons bibliogràfic especialitzat en energia i energia nucelar completament accessible als usuaris. La instal·lació compta amb moderns llocs de treball completament equipats, impressores, escàners i fotocopiadores.
Altres biblioteques del KITAltres fons bibliogràfics poden localitzar-se en dues sales de lectures especialitzades en química i física, així com a la biblioteca de la universitat de ciències aplicades al campus de Moltkestrasse, que està administrada per la biblioteca del KIT. La facultat de física, la de matemàtiques, la d'informàtica i la d'economia i administració i direcció d'empreses posseeixen les seves pròpies biblioteques especialitzades.

## Centre per a la Innovació i el Empreneduria (CIE)
El CIE és una plataforma de Empreneduria per a estudiants, científics i alumnes del KIT i de la regió de Karlsruhe que estiguin interessats a crear un negoci. La plataforma CIE està evolucionant cap a una espècie de club on els emprenedors es brinden suport mutu per aconseguir el desenvolupament de negocis reeixits. Els potencials emprenedors busquen consells en aquest centre, partint de les idees més bàsiques del negoci, sobre com desenvolupar el concepte de l'empresa i com trobar socis.
Fundat el 2008 per dos alumnes del KIT, el CIE ofereix un ampli ventall de serveis que inclouen consultories i ajudes per al desenvolupament de conceptes. El CIE també proporciona instal·lacions, com a oficines on els negocis emergents poden donar forma a les seves idees. Tots aquests serveis són gratuïts. Als emprenedors que obtenen beneficis els demana que col·laborin amb el CIE, ja sigui financerament o oferint serveis.
Com a projecte del KIT, el CIE rep finançament econòmic del Ministeri Federal d'Economia i Tecnologia, així com del Fons Social Europeu.

## Facultats
El KIT compta amb onze facultats:
1. Matemàtiques
2. Física
3. Química i Biologia
4. Humanitats i Ciències Socials
5. Arquitectura
6. Enginyeria Civil, Geologia i Ciències Ecològiques
7. Enginyeria Mecànica
8. Enginyeria Química
9. Enginyeria Elèctrica i Tecnologia de la Informació
10. Informàtica
11. Economia i Administració i direcció d'empreses

## Personatges destacats i contribucions

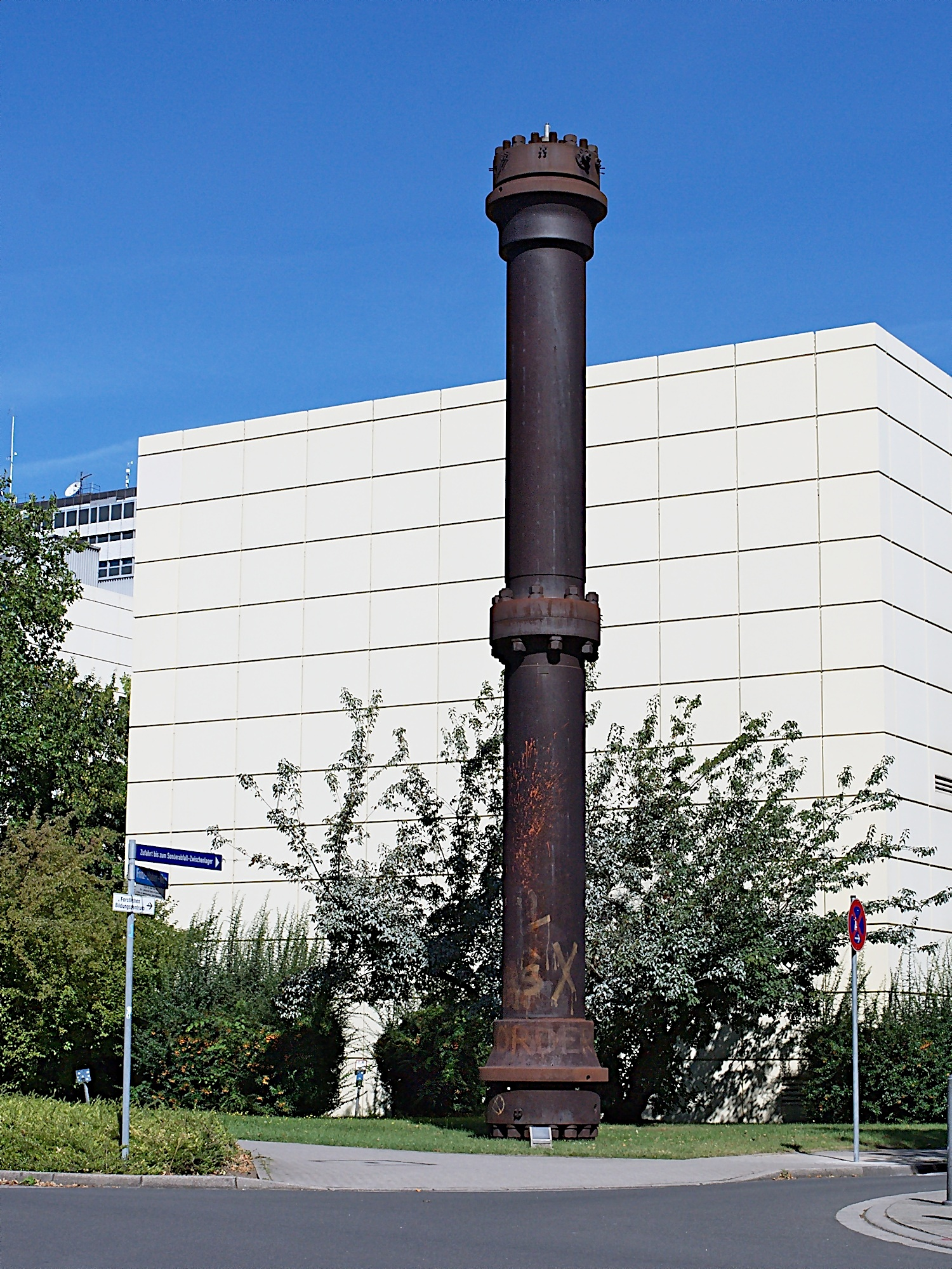
Reactor d'alta pressió per a la producció d'amoníac mitjançant el procés Haver-hi. Es tracta d'una peça de 1921 que es troba emplaçada al Campus Sud del KIT, al costat de la facultat de química.

- Karl Benz (1844–1929), inventor de l'automòbil, es va graduar en aquesta universitat i va rebre un doctorat honorífic en 1914.
- Karl Ferdinand Braun (1850–1918), inventor del tub de rajos catòdics en 1897, fonamental per al posterior desenvolupament dels televisors i guanyador del Premi Nobel de Física en 1909.
- Wolfgang Gaede (1878–1945), impulsor de la tecnologia de buit.
- Fritz Haver-hi (1868–1934), químic que va desenvolupar el procés de síntesi d'amoníac que porta el seu nom en 1909 i va rebre el Premi Nobel de Química en 1918.
- Heinrich Rudolf Hertz (1857–1894), descobridor de les ones electromagnètiques en 1887 (la unitat de freqüència del Sistema Internacional d'Unitats es denomina hertz en el seu honor).
- Otto Lehmann (1855–1922), pioner de la recerca dels cristalls líquids.
- Wilhelm Nusselt (1882–1957), desenvolupador de la termodinàmica tècnica.
- Ferdinand Redtenbacher (1809–1863), impulsor de l'enginyeria mecànica a Alemanya.
- Franz Grashof (1826–1893), va realitzar importants contribucions a l'estudi de la convecció. El nombre de Grashof rep aquest nom en el seu honor.
- Roland Scholl (1865–1945), descobridor del coroneno i important químic orgànic.
- Hermann Staudinger (1881–1965), guanyador del Premi Nobel de química en 1953 pels seus descobriments en el camp de la química de macromolècules.
- Wilhelm Steinkopf (1879–1949), codesarrollador d'un mètode per a la producció en massa de gas mostassa durant la I Guerra Mundial.
- Edward Teller (1908–2003), conegut per ser el creador de la bomba d'hidrogen.
- Karl Heun (1859–1929), matemàtic que va contribuir a l'estudi de la integració numèrica i a la resolució d'equacions diferencials. Va desenvolupar el mètode de Heun..
- Leopold Ružicka (1887 –1976), guanyador del Premi Nobel de química en 1939.
- Georg von Hevesy (1886 –1966), guanyador del Premi Nobel de química en 1943 pel seu paper fonamental en el desenvolupament de trazadores radioactius per estudiar processos químics, tals com el metabolisme dels animals.
- Ernst Schröder (1841-1902), lògic i matemàtic, director del Institut el 1890-1891.

### Estudiants notables
| Departament                 | Noms                                                                                       |
| --------------------------- | ------------------------------------------------------------------------------------------ |
| Arquitectura                | Hans Kollhoff, Oswald Mathias Ungers, Albert Speer, Ivan Vasilyov, Leopoldo Rother         |
| Enginyeria Civil i Geologia | Robert Gerwig, Dieter Ludwig                                                               |
| Informàtica                 | Peter Sanders, Jörn Müller-Quade, Karl Steinbuch                                           |
| Llengua alemanya            | Herbert Wetterauer                                                                         |
| Enginyeria Mecànica         | Karl Benz, Emil Škoda, Bernhard Howaldt, Franz Reuleaux, August Thyssen, Roland Mack       |
| Matemàtiques                | Fritz Noether                                                                              |
| Física                      | Johann Jakob Balmer, Fritz-Rudolf Güntsch, Edward Teller, Klaus Tschira, Bernd Schmidbauer |
| Enginyeria Químcia          | Wilhelm Steinkopf                                                                          |
| Enginyeria Elèctrica        | Rolf Wideröe, Dieter Zetsche                                                               |
| Tecnologia de la Informació | Bhabapriya Mishra, Hasso Plattner, Dietmar Hopp                                            |
| Enginyeria Industrial       | Franz Fehrenbach, Stefan Quandt, Michael Rogowski, Carsten Spohr                           |

## Presidents
- 1968 – 1983 Professor Dr. Ing. h. c. Heinz Draheim
- 1983 – 1994 Professor Dr. h.c. Heinz Kunle
- 1994 – 2002 Professor Dr.-Ing. Dr.-Ing. I.h. Dr.h.c.mult. Sigmar Wittig
- 2002 – 2009 Professor Dr. sc. tech. Horst Hippler
- 2009 – 2012: Professor Dr. sc. tech. Horst Hippler i Professor Dr.rer.nat. Eberhard Umbach
- 2012 – 2013: Professor Dr.rer.nat. Eberhard Umbach
- Des de l'1 d'octubre de 2013: Professor Dr.-Ing.[30] Holger Hanselka